# الاختفاء القسري في باكستان

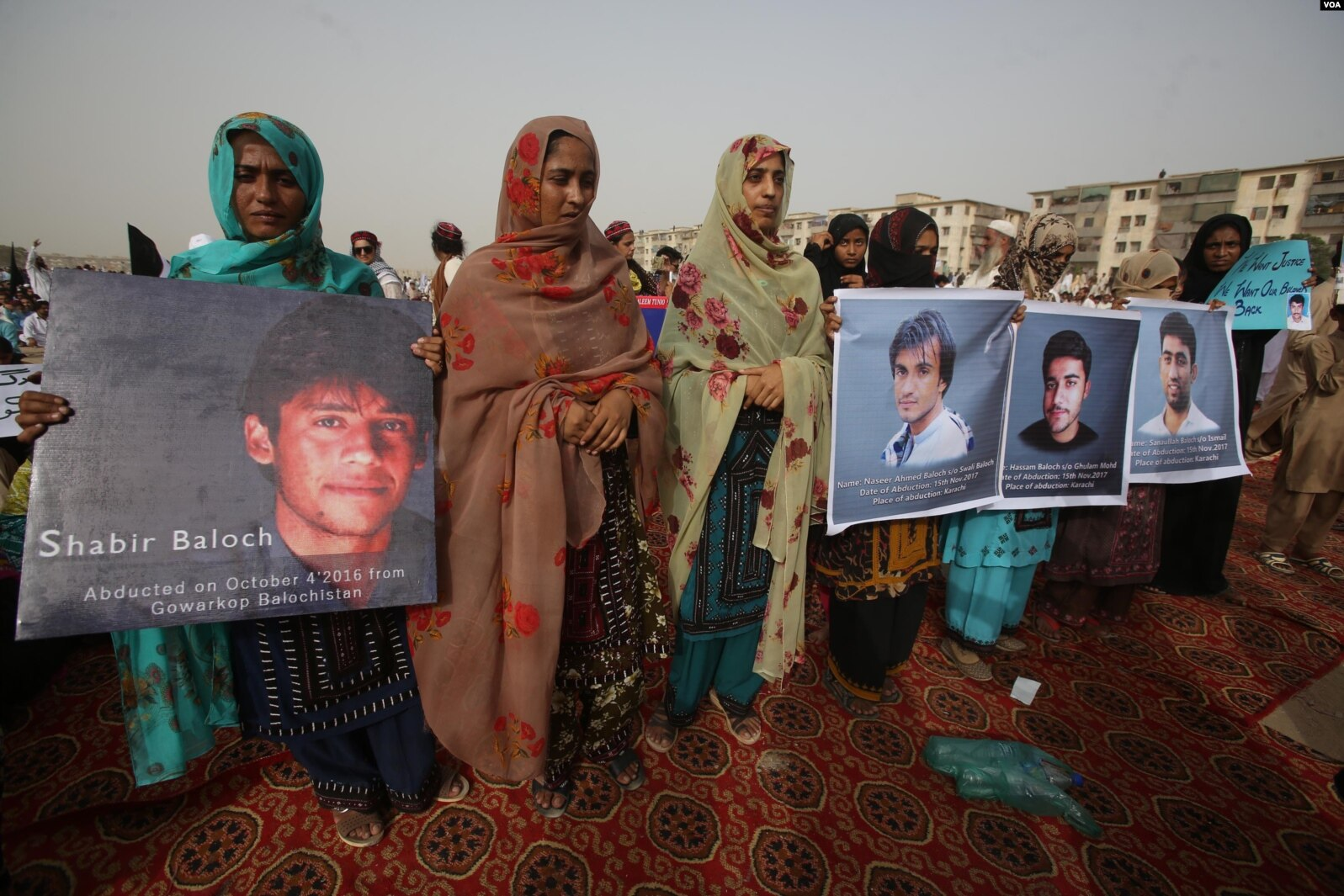

نشأ الاختفاء القسري في باكستان خلال فترة حكم الجنرال الديكتاتوري العسكري برويز مشرف (1999 وحتى 2008). استمرت هذه الممارسة في الحكومات اللاحقة. يُستخدم مصطلح الأشخاص المفقودين في بعض الأحيان ككناية. هناك أكثر من 5000 حالة اختفاء قسري تم الإبلاغ عنها في باكستان وفقاً لأمينة مسعود جانجوا؛ الناشطة في مجال حقوق الإنسان ورئيسة الدفاع عن حقوق الإنسان في باكستان؛ وهي منظمة غير ربحية تعمل ضد الاختفاء القسري.

## من عام 1999 وحتى 2008
زُعم أن الاختفاء القسري في باكستان بدأ خلال فترة حكم الجنرال الديكتاتوري العسكري برويز مشرف (1999 وحتى 2008) وذلك بعد الغزو الأمريكي لأفغانستان عام 2001، كما خضعت باكستان لأنشطة إرهابية هائلة، ووقع عدد كبير من الناس ضحية للهجمات الانتحارية. اشتُبه بالكثير من الناس أثناء ولاية مشرف وخلال «الحرب على الإرهاب» في كونهم إرهابيين وتم ترحيلهم من قبل وكالات حكومية، حيث سُلّم الكثير منهم إلى سلطات الولايات المتحدة لسجنهم في مخيم أشعة إكس التابع لخليج غوانتانامو.
وُجهت تهم مختلفة تتعلق بانتهاكات لحقوق الإنسان إلى مشرف بعد استقالته في أغسطس عام 2008. كما توجد أكثر من 5000 حالة اختفاء قسري تم الإبلاغ عنها في باكستان وفقاً لأمينة مسعود جانجوا؛ الناشطة في مجال حقوق الإنسان ورئيسة الدفاع عن حقوق الإنسان في باكستان -وهي منظمة غير ربحية تعمل ضد الاختفاء القسري، وهي تؤكد مع ذلك أن عدد الحالات غير المُبلّغ عنها أعلى من ذلك بكثير، ومن ناحية أخرى تقول الحكومة أن هذه الأرقام مبالغ فيها.

## من عام 2009 وحتى الوقت الحاضر
كان هناك 510 تقريراً عن الاختفاء القسري في الأشهر السبعة الأولى من عام 2016 في باكستان وفقاً لتقرير صحيفة داون، حيث شُكّلت لجنة في عام 2011 للتحقيق في حالات الاختفاء القسري؛ وقد تلقت حتى الآن 3000 حالة من حالات الاختفاء وفقاً لمنظمة العفو الدولية.
- زينات شهزادي: الصحفية زينات شهزادي، تبلغ من العمر 24 عاماً. كانت تحقق في قضية اختفاء،[6] وزُعم أنها اختُطفت وفُقدت على أيدي بعض الأفراد المسلحين في 19 أغسطس/آب عام 2015، وقد تسبب اختفائها في انتحار شقيقها الأصغر. واستُرِدّت في وقت لاحق في أكتوبر 2017 في منطقة بالقرب من الحدود الباكستانية.[7]
- خمسة نشطاء عبر الإنترنت: اختفى خمسة نشطاء في مجال التواصل الاجتماعي -سلمان حيدر (شاعر وأكاديمي) وأحمد وقاص جورايا وعاصم سعيد وأحمد رضا نصير- في أوائل يناير عام 2017 من أجزاء مختلفة من باكستان،[8][9][10] وقد أكدت أسر جميع الأشخاص المدونة أسماؤهم عودتهم بعد بضعة أيام بدون إصابتهم بأي أذى.[11]

## الأشخاص الذين فُقدوا في أي وقت
- مسعود أحمد جانجوا (زوج أمينة مسعود جانجوا).
- نافيد بوت (الناطق الرسمي لحزب التحرير الإسلامي في باكستان).
- سافدار ساركي.
- سعود ميمون.
- عافيه صدّيقي وأطفالها الثلاثة.
- حافظ عبد البسيط
- مُظّفّر بوتو

أبلغ بعض الناس أنهم سُلِّموا إلى وكالة الاستخبارات المركزية و/أو نُقلوا جواً إلى باغرام في أفغانستان ثم شُحنوا لاحقاً إلى خليج جوانتانامو. بدأت تقارير عمليات الاختطاف القسري التي قامت بها الدولة الباكستانية لأول مرة عام 2001 في أعقاب الحرب في أفغانستان؛ وبدء الحرب التي شنتها الولايات المتحدة على الإرهاب.

## بلوشستان
فُقد حوالي 5228 بلوشستيني من عام 2001 وحتى 2017 وفقاً «لماما قدير».
يزعم مسؤول أمني باكستاني بارز أن أرقام الأشخاص المفقودين «مُبالغ فيها»؛ وأنه «يتم الإعلان في بلوشستان عن المتمردين والمُهاجرين الذين فروا إلى أوروبا وحتى أولئك الذي قُتلوا في العمليات العسكرية كأشخاص مفقودين». أظهرت التقارير أن العديد من الناس قد فروا من المقاطعة لطلب اللجوء في بلدان أخرى بسبب الاضطرابات الناجمة عن وجود المتشددين الانفصاليين.
وُجد بالمثل أن المتشددين الانفصاليين مسؤولين عن حالات الاختفاء القسري. غالباً ما يختلط على الناس بين المسؤولين الأمنيين والمتشددين الانفصاليين بسبب ارتدائهم الزي العسكري أثناء قيامهم بأنشطتهم المسلحة.

## توجيه النقد
انتقدت منظمات حقوق الإنسان ووسائل الإعلام حالات الاختفاء القسري، وقد حثّوا الحكومة الباكستانية للتحقيق في هذه الحوادث، مما أدى إلى تشكيل لجنة للتحقيق في حالات الاختفاء القسري عام 2011، لكنها سجلت تقدماً ضعيفاً في التحقيق.